# Zoopigí
Zoopigí (grec moderne : Ζωοπηγή) est un village chypriote situé dans le district de Limassol et comptant plus de 140 habitants.